# Le Roux (Ardèche)
Le Roux település Franciaországban, Ardèche megyében. Lakosainak száma 64 fő (2022. január 1.). Le Roux Barnas, Mazan-l'Abbaye, Montpezat-sous-Bauzon és Saint-Cirgues-en-Montagne községekkel határos.

## Népesség
A település népességének változása:
| Lakosok száma | 123  | 71   | 43   | 34   | 46   | 49   | 53   | 59   | 61   | 64   |
|               | 1968 | 1982 | 1990 | 2006 | 2013 | 2015 | 2017 | 2019 | 2020 | 2022 |